# Geedam
Geedam é uma vila no distrito de Dantewada, no estado indiano de Chhattisgarh.

## Demografia
Segundo o censo de 2001, Geedam tinha uma população de 5899 habitantes. Os indivíduos do sexo masculino constituem 51% da população e os do sexo feminino 49%. Geedam tem uma taxa de literacia de 65%, superior à média nacional de 59,5%: a literacia no sexo masculino é de 74% e no sexo feminino é de 56%. Em Geedam, 14% da população está abaixo dos 6 anos de idade.